# پاسکال لاندایس
پاسکال لاندایس (انگلیسی: Pascal Landais؛ زادهٔ ۱۳ ژوئن ۱۹۷۹) بازیکن فوتبال اهل فرانسه است.